# Русько-візантійський договір (911)
Русько-візантійський договір 911 року — міжнародний договір між Київською Руссю і Візантією, який регулював русько-візантійські відносини. Укладений 2 вересня 911 року і мав два варіанти — один грецькою (не зберігся) і один старослов'янською мовами. Зберігся в пізніших списках давньоруських літописів, зокрема, в «Повісті врем'яних літ». Найдавніше письмове джерело руського права; містить норми Закону Русі.

## Загальні дані про договір і його значення
У 911 (невірно був проставлений рік договору «6420», тому не 912, а 911 року) згідно з літописними даними, князь Олег послав своїх людей до греків для укладення з ними миру. Договір був укладений 2 вересня 911 року між двома сторонами:
- Русь: князем Олегом і підлеглими йому світлими і великими князями і великими боярами, яких представляли 15 послів: Карли, Инегелд, Фарлаф, Веремуд, Рулав, Гуди, Руалд, Карн, Фрелав, Руар, Актеву, Труан, Лидул, Фост, Стемид.
- Візантія: згадуються тільки три імператора — Лев VI, його брат Олександр, син Лева Костянтин.

Як пише М. Ф. Володимирський-Буданов, даний договір дійшов до нас повністю зі всієї основною договірною структурою: з початковою формулою («копія іншої грамоти»), заключною клятвою («скріпили його обітницею…») і позначенням дати (місяця вересня 2, індикту 15, в рік від сотворіння світу 6420). Він регулював кримінальні і цивільні відносини між русами і греками.
На думку С. В. Юшкова, цей договір (як і договори 907, 945, 971, 1043 рр..) є пам'яткою міцних економічних, політичних і культурних зв'язків давньоруської держави з Візантією, завдяки подібним юридичним документам можливо встановити рівень правосвідомості і правової думки в IX—X ст.

## Зміст договору
Договір встановлював дружні відносини Візантії та Київської Русі, визначав порядок викупу полонених, покарання за кримінальні злочини, вчинені грецькими і руськими купцями у Візантії, правила ведення судового процесу і спадкування, створював сприятливі умови торгівлі для русичів і греків, змінював берегове право. Відтепер замість захоплення викинутого на берег судна та його майна, власники берега зобов'язувалися надавати допомогу в порятунку.
Також за умовами договору руські купці отримали право жити в Константинополі терміном на півроку, імперія зобов'язувалася утримувати їх протягом цього часу за рахунок скарбниці. Їм було надано право безмитної торгівлі у Візантії. І ще допускалася можливість найму русичів на військову службу у Візантії.